# Borůvková hora

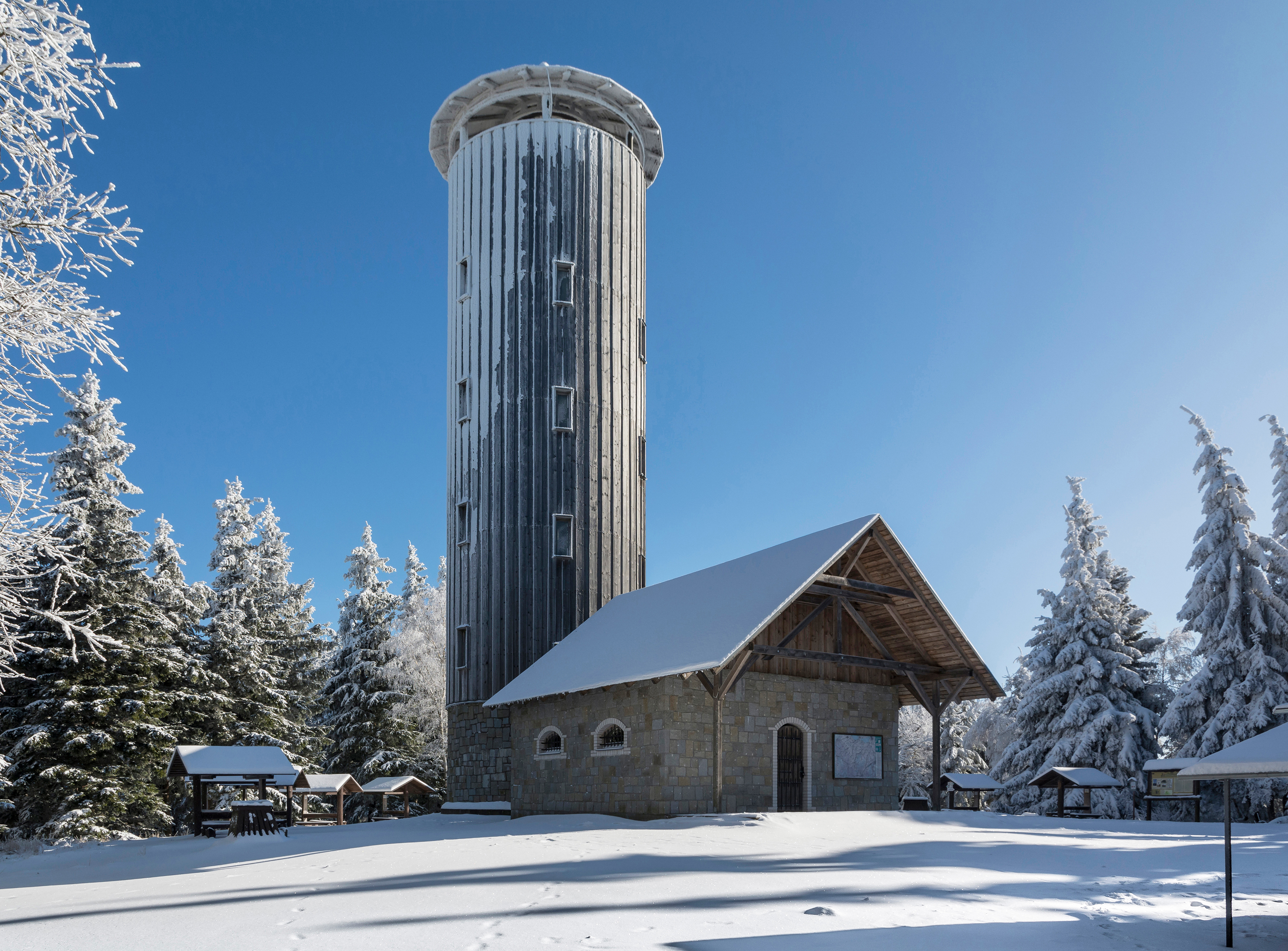
Rozhledna z roku 2006

Borůvková hora (900 m n. m., polsky Borówkowa, německy Heidelkoppe) je hora v severní části Rychlebských hor, na česko-polské hranici nad Ladeckým průsmykem, 25 km od města Jeseník.
Je porostlá smrkovým lesem s příměsí buku, jedle a modřínu. Vrcholová část hory je hojně porostlá borůvkami, které daly hoře jméno.

## Rozhledna

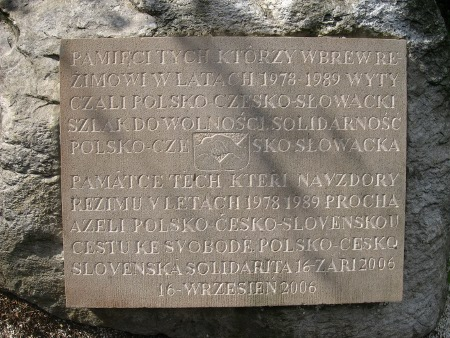
Pamětní deska připomínající setkávání opozice

Už v roce 1870 byla na vrcholu postavená dřevěná rozhledna, která ale během deseti let zchátrala. Roku 1890 pak nová dřevěná rozhledna o výšce 17 m, která opět vydržela jen deset let. Roku 1908 pak další dřevěná rozhledna o výšce 21 m, která se zřítila v roce 1922.
Současnou rozhlednu nechalo v roce 2006 postavit město Javorník. Rozhledna je vysoká 25 m a vede na ni 155 schodů. Z vyhlídkové plošiny jsou vidět mj. polská jezera Otmuchowské a Nyské a české hory Keprník, Praděd, Smrk nebo Králický Sněžník. Při výborné viditelnosti jsou vidět i Krkonoše.
Rozhledna je otevřená celý rok, kiosek s občerstvením je od června do září otevřen denně, v říjnu jen o víkendech.

## Opoziční setkávání
Umístění vrcholu přispělo k organizaci setkávání české a polské opozice 80. let 20. století. První takové setkání se konalo 15. srpna 1987. Setkali se zde aktivisté z obou stran hranice, na české straně například Jiří Dienstbier, Ladislav Lis, Jaroslav Šabata, Anna Šabatová a Petr Uhl. Další schůzky se konaly v červnu 1988 a květnu 1989. V roce 2006 byly na připomínku těchto setkání umístěny na vrcholu pamětní desky.

## Přístup
Na vrchol vede několik značených turistických cest:
- zelená z Ladeckého sedla (3 km s převýšením 270 m)
nebo z polského Złotého Stoku (9 km s převýšením 700 m)
- modrá z Travné (4 km s převýšením 400 m)
- červená z Bílé Vody nebo z Javorníku (z obou stran 9 km s převýšením 600 m)